# Gare de Sakurai
La gare de Sakurai (桜井駅, Sakurai-eki) est une gare ferroviaire de la ville de Sakurai, dans la préfecture de Nara, au Japon. La gare est exploitée par les compagnies JR West et Kintetsu.

## Situation ferroviaire
La gare de Sakurai est située au point kilométrique (PK) 19,7 de la ligne Sakurai et au PK 39,8 de la ligne Kintetsu Osaka.

## Historique
La gare de Sakurai a été inaugurée le 23 mai 1893.

## Service des voyageurs

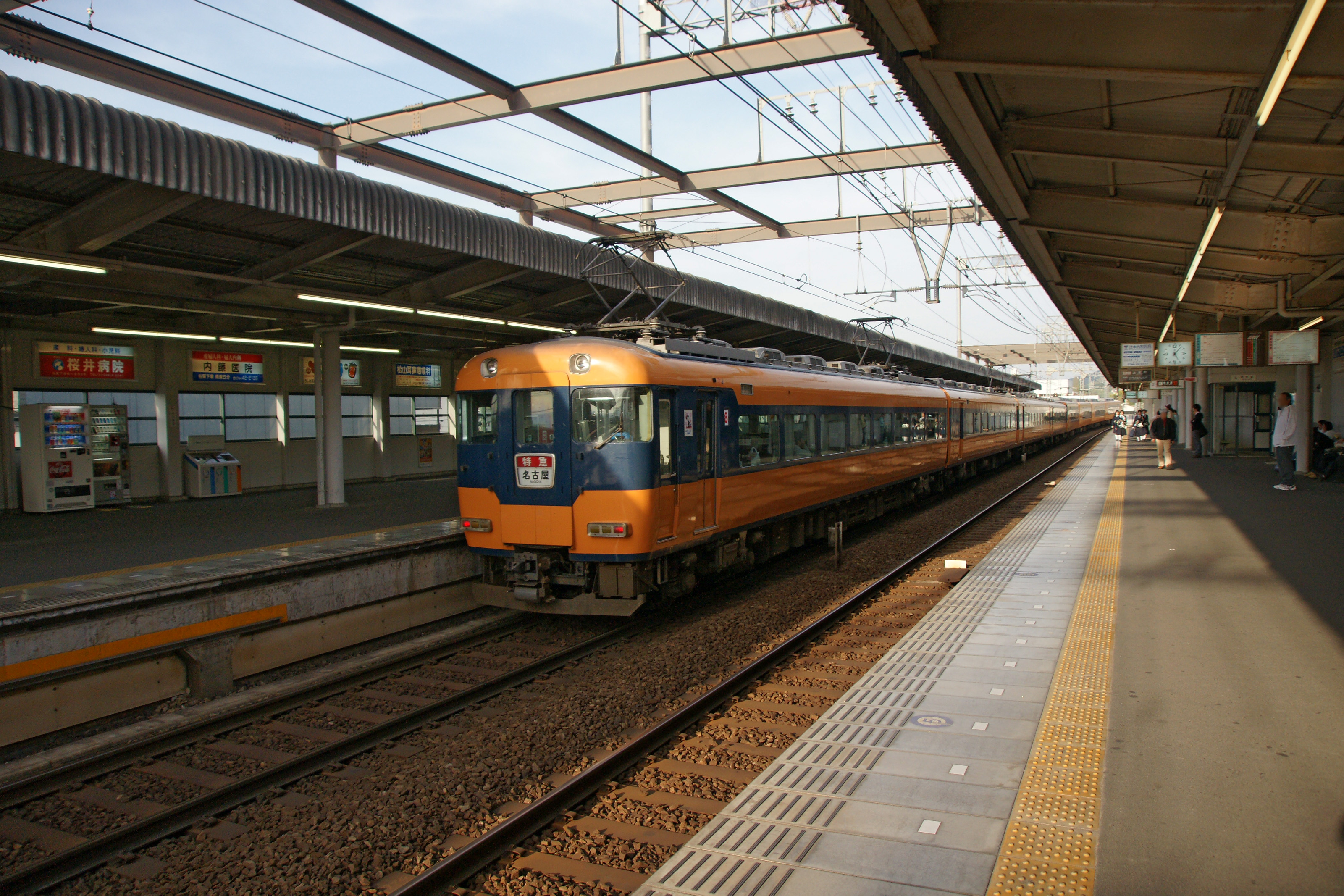
Vue des quais Kintetsu.

### Accueil
La gare dispose d'un bâtiment voyageurs, avec guichets, ouvert tous les jours.

### Desserte

#### JR West
- Ligne Sakurai :
  - voie 1 : direction Takada (interconnexion avec la ligne Wakayama pour Ōji)
  - voies 2 et 3 : direction Nara

#### Kintetsu
- Ligne Osaka :
  - voie 1 : direction Ise-Nakagawa
  - voie 2 : direction Osaka-Uehommachi